# Peter e Isa: un amore sulla neve
Peter e Isa: un amore sulla neve (Pierre et Isa) è una serie televisiva a cartoni animati prodotta da Antenne 2, SRC e Pixibox.

## Doppiaggio
| Personaggio        | Doppiatore               |
| ------------------ | ------------------------ |
| Peter (Pierre)     | Massimiliano Lotti       |
| Isa (Isabelle)     | Maddalena Vadacca        |
| Hubert             | Luca Semeraro            |
| Ernest             | Davide Garbolino         |
| Principessa Ingrid | Roberta Gallina Laurenti |
| Sig. Albert        | Pietro Ubaldi            |